# إل جي أوبتيموس Q
إل جي أوبتيموس Q (بالإنجليزية: LG Optimus Q)‏ هو هاتف ذكي من إل جي إليكترونيكس يعمل بنظام أندرويد، تم طرحه في الأسواق في مايو 2010.

## الخصائص
- نظام التشغيل: أندرويد
- الكاميرا الخلفية: 5 ميجابكسل
- الشاشة: 800 × 480
- المعالج: 1 جيجا هرتز